# Nożyno
Nożyno [pronunciación en polaco: /nɔˈʐɨnɔ/] (en casubio: Nożëno; en alemán: Groß Nossin) es un pueblo ubicado en el distrito administrativo de Gmina Czarna Dąbrówka, dentro del Condado de Bytów, Voivodato de Pomerania, en Polonia del norte. Se encuentra aproximadamente a 7 kilómetros al suroeste de Czarna Dąbrówka, a 21 kilómetros al norte de Bytów, y a 75 kilómetros al oeste de la capital regional Gdańsk.
El pueblo tiene una población de 312 habitantes.

## Residentes notables
- Karl Wilhelm Krüger (1796-1874), Hellenist